# Земля (архаичная буква кириллицы)
Ꙁ, ꙁ (архаичная земля, в Юникоде называется просто — земля) — буква исторической кириллицы, устаревшая форма буквы З (земля), ныне нигде не употребляемая. Выглядит как  (З-образная форма более современная). В кириллице занимала 9-ю позицию и имела числовое значение 7. Произошла от греческой буквы дзета (Ζ, ζ).

## История
Древнейшее начертание Ꙁ в южнославянских и древнерусских памятниках было схоже с начертанием буквы дзета (ζ) IX—X веков и имело хвостик, несколько отодвинутый вправо; оно, в частности, встречалось в Супрасльской рукописи и Остромировом Евангелии. Во многих памятниках средняя главная черта спускается ниже линии строки. В «Житии Кондрата» и на Тмутараканском камне пишется сходно с Z, но с поворотом вниз, а не вверх (наподобие Ⱬ). Практически в неизменном виде это начертание встречается почти до XVI века.
Уже в листках Ундольского основная линия становится изогнутой, а угол между ней и хвостом буквы исчезает, переходя в закругление. Эта форма становится обычной с XIII века, а в XV—XVI подвергается ещё большим изменениям. В это же время постепенно утверждается начертание З, которое позже входит и в печатный шрифт. В уставе и полууставе различные вариации начертания Ꙁ сохранялись до XVII века.
В печатных шрифтах Ивана Фёдорова имелись отдельные глифы для З и Ꙁ, но при этом они употреблялись взаимозаменяемо (а зачастую чередовались и с Ѕ), в то время как у Франциска Скорины Ꙁ-образное начертание отсутствовало, а оба имевшихся варианта земли являлись разновидностями З-образной формы.